# Nanbu Toshinao
Nanbu Toshinao (南部利直?   1576-1632) fue un samurái y daimyō de principios del periodo Edo en la historia de Japón. Gobernó el dominio de Morioka.

## Biografía
Toshinao nació en el Castillo Tago, en Sannohe (Aomori), siendo el hijo mayor de Nanbu Nobunao. En 1599 tomó el liderazgo del clan y posterior a la muerte de Toyotomi Hideyoshi, favoreció las relaciones del clan con Tokugawa Ieyasu. Tuvo participación por lo tanto durante la batalla de Sekigahara y el asedio de Osaka de 1614.
Falleció en 1632.